# Ls
ls är kommandot i Unix och Unix-liknande operativsystem som används för att lista innehåll i kataloger. Syntaxen är enkel då det enda, för att lista aktuell katalog, man behöver skriva är just "ls".
Kommandot har många växlar för att formatera utmatningen av informationen. Däribland:
- -l – listar innehållet med detaljerad information, det vill säga med filrättigheter, antalet länkningar, ägare, skapare, datum och tid för skapandet och namn.
- -a – visar även dolda filer och kataloger.
- -F – visar ett snedstreck (/) efter kataloger, en asterisk (*) efter körbara filer, ett snabel-a (@) efter symboliska länkar samt ytterligare information.
- -f – listningen sker utan bokstavsordning.
- -R – visa innehållet i underkataloger som eventuellt stöts på. Ger ofta en lång och rörig listning.

Utan växel sker en listning med enkel formatering, endast namnen visas på en rad i bokstavsordning utan någon annan information. Precis som många andra Unixkommandon kan man kombinera växlar, kommandot "ls -lf" är alltså synonymt med "ls -l -f".
ls är del av de kommandon som finns på alla Unixsystem. Oftast finns det under /bin/ls.
En mer rudimentär metod för att lista filer är kommandot echo *.

## Syntax
```
ls
 
[
VÄXEL
]
 
...
 
[
FIL
]
 
...

```

## Exempel på utmatning
Nedan följer ett exempel på en utmatning från ls:
```
$
 
ls
foo
  
bar
  
baz
  
quux
  
fnord

```

Utmatning från ls utan växlar.
```
$
 
ls
 
-l
total
 
0

-rw-rw-r--
  
1
 
username
 
groupname
 
0
  
3
 
okt
 
15
.06
 
bar
-rw-rw-r--
  
1
 
username
 
groupname
 
0
  
3
 
okt
 
15
.06
 
baz
-rw-rw-r--
  
1
 
username
 
groupname
 
0
  
3
 
okt
 
15
.06
 
fnord
-rw-rw-r--
  
1
 
username
 
groupname
 
0
  
3
 
okt
 
15
.06
 
foo
-rw-rw-r--
  
1
 
username
 
groupname
 
0
  
3
 
okt
 
15
.06
 
quux

```

Utmatning från ls med växlen -l.